# Cosme Orsini
Cosme Migliorati o Cosme Orsini (Roma, c. 1420 - Bracciano, 21 de noviembre de 1481) fue un eclesiástico italiano.

## Biografía
Hijo del condotiero Gentile Migliorati, de los señores de Fermo, y de Elena Orsini, era sobrino del arzobispo de Trani Giovanni Orsini y del cardenal Latino Orsini, y sobrino nieto del también cardenal Giordano Orsini y del papa Inocencio VII.  Por su hermano Ludovico fue cuñado de Adriana de Milá.  Su primo Giovanni Battista Orsini llegó también a ser cardenal.
Profeso en la Orden de San Benito, era abad de Farfa cuando en 1478 Sixto IV le nombró arzobispo de Trani.  
Fue creado cardenal en el consistorio del 15 de mayo de 1480; recibió el título de San Sixto, que dos semanas después cambió por el de SS. Nereo y Aquileo.
Fallecido de apoplejía el año siguiente, fue sepultado en su abadía de Farfa.